# Округ Адамс (Небраска)
Округ Адамс (енгл. Adams County) је округ у америчкој савезној држави Небраска.

## Демографија
По попису из 2010. године број становника је 31.364, што је 213 (0,7%) становника више него 2000. године.
| Група             | 2000.          | 2010.          |
| Белци             | 28.735 (92,2%) | 27.747 (88,5%) |
| Афроамериканци    | 200 (0,6%)     | 248 (0,8%)     |
| Азијати           | 498 (1,6%)     | 441 (1,4%)     |
| Хиспаноамериканци | 1.428 (4,6%)   | 2.544 (8,1%)   |
| Укупно            | 31.151         | 31.364         |